# Hospitalgrund
Hospitalgrund (alt. Neuhof Hospitalgrund; pol. Szpitalny Grunt, Chorzowski Grunt) – historyczny obszar Bytomia, położony w centralnej części miasta, na wschód od bytomskiego rynku.
W rejonie bytomskiej ulicy Krakowskiej i placu Pogody funkcjonował Hospitalgrund, dawna posiadłość należąca do szpitala św. Ducha. 10 sierpnia 1812 rząd pruski przekazał obiekt franciszkański władzom miejskim Bytomia, które w 1816 klasztor zaadaptowały na cele szkolnictwa. Kościół Świętego Ducha zaś wykorzystywano do różnych celów. Najpierw w czasie kampanii napoleońskiej służył jako szpital dla rannych żołnierzy, a następnie jako magazyn amunicji.
Hospitalgrund był samodzielną gminą jednostkową w powiecie bytomskim na Górnym Śląsku,  liczącą 3 grudnia 1867 roku 370 mieszkańców, a 1 grudnia 1871 roku 431 mieszkańców. W 1879 roku wcielono ją do Bytomia.